# Lega della Gioventù Comunista degli Stati Uniti d'America
La Lega della Gioventù Comunista degli Stati Uniti d'America (in inglese Young Communist League of the United States of America, YCL) è una organizzazione giovanile comunista degli Stati Uniti.
L'obiettivo dichiarato è lo sviluppo dei propri membri in sostenitori del comunismo, attraverso lo studio del marxismo e la partecipazione attiva nelle battaglie della classe operaia statunitense. L'YCL riconosce il Partito Comunista degli Stati Uniti d'America come partito per il socialismo negli Stati Uniti e funge da ala giovanile per lo stesso.

## Storia

### Primi anni
La divisione del 1920 del Partito Socialista d'America colpì anche la sua sezione giovanile, la Lega Giovanile Socialista (Young People's Socialist League, YPSL). La YPSL si dichiarò un'organizzazione indipendente nell'autunno del 1919, simpatizzante dell'ala sinistra che fu espulsa o lasciò il partito. Una porzione di questa "Lega Giovane Socialista Indipendente" si ritirò dall'attività durante questo periodo, mentre i funzionari del gruppo, incluso il segretario esecutivo Oliver Carlson, tentò di condurre il gruppo verso una posizione di neutralità tra le due fazioni belligeranti del comunismo americano, il Partito Comunista degli Stati Uniti d'America e il Partito Comunista Laburista degli Stati Uniti d'America.

### Il periodo di clandestinità
Già nel 1920, uno scheletro della "Lega Giovanile Socialista" esisteva. Questa minuscola e teorica organizzazione mandò un delegato fraterno al secondo Convegno dei Partiti Comunisti Uniti, tenutasi a Kingston, New York, dal 24 dicembre 1920 al 2 gennaio 1921. Un resoconto sulla situazione giovanile in America fu spedito attraverso questo delegato e il convegno inizialmente decise di fondare una seria sezione giovanile e di chiamarla Lega Comunista Giovanile. La decisione presa al convegno fece impegnare la UCP a fornire alla sua sezione giovanile assistenza aiutandola a produrre e distribuire la propria letteratura, aiutandola a guadagnare controllo sulle unità esistenti dell'Indipendente YPSL e organizzandoli in gruppi comunisti, aiutandola a organizza nuove unità, fornendole assistenza finanziaria, relatori e insegnanti e destinandole spazi nei periodi del partito ufficiale.

### Anni 2020
Nel 2019 è stata approvata una risoluzione al 31º Convegno Nazionale del CPUSA che chiedeva di rifondare la Lega dei Giovani Comunisti. Nel 2020, la YCL è ufficialmente ristabilita dal CPUSA.